# Braswell
Braswell è un comune degli Stati Uniti d'America, situato nello Stato della Georgia, diviso tra la contea di Polk e la contea di Paulding.